# Meganira
En la mitología griega, Meganira (en griego Μεγάνειρα) era una hija de Crocón y Sésara. Apolodoro presenta a Meganira unida a Arcas (también llamado Arcade) y la menciona como posible madre de Élato y Afidas.